# Calenzano
Calenzano est une commune italienne d'environ 16 500 habitants située dans la ville métropolitaine de Florence dans la région Toscane en Italie centrale.

## Monuments et patrimoine
- Le château de Calenzano
- Le château de Legri
- La tour de Baroncoli

## Administration
| Période                                  | Période | Identité | Étiquette | Qualité |
| ---------------------------------------- | ------- | -------- | --------- | ------- |
|                                          |         |          |           |         |
| Les données manquantes sont à compléter. |         |          |           |         |

### Hameaux
Baroncoli,Carraia, Collina, Croci di Calenzano, Leccio, Legri, Osteria degli Alberi, Querciola, San Donato, San Pietro in Casaglia, Secciano, Settimello, Sommaia, Spazzavento, Travalle

### Communes limitrophes
Barberino di Mugello, Campi Bisenzio, Prato, San Piero a Sieve, Sesto Fiorentino, Vaglia, Vaiano